# Думка Микита Савич
Думка Микита Савич (27 вересня 1896, Жнятин — 20 лютого 1982, Івано-Франківськ) — український історик і філолог. Доктор історичних наук (1931).

## Біографія
Народився в с. Жнятин (нині Польща). Закінчив Сокальську гімназію, а 1929 року — гуманітарний факультет Львівського університету. Під час Першої світової війни служив у австрійській армії. Викладав історію та класичну філологію в гімназіях Львова, Білорусі, Литви. Від вересня 1954 до серпня 1970 — завідувач кафедри іноземних мов Івано-Франківського медичного інституту.
Коло наукових інтересів Думки дуже широке. Це історія Києва та його князів, історія українського Причорномор'я, минувшина Греції й Риму, історія медицини та медична перекладна термінологія. На ці теми опублікував чимало розвідок, рецензій, полемічних статей, зокрема наукову працю «Про медицину скіфів: історико-медичне дослідження» (1960).

## Публікації
- «Дещо про стародавні вірування й суєвір'я» // Неділя, Ч. 14–15. — 1931;
- «Слідами золотої слави (як приймали княгиню Ольгу в Царгороді в 957 р.)» // Неділя, Ч. 1. — 1934;
- «Pozwolić mówić prawdzie historycznej» // Eos, № 2. — 1937;
- «Древнейший памятник истории отечественной медицины» // Хирургия, № 8. — 1957;
- «Про медицину скіфів». — Київ 1960;
- «Древнейшие огороды лекарственных растений на территории Северного Причерноморья и Кавказа» // Аптечное дело, № 1. — 1961;
- «Коли ж виник Київ?» // Вітчизна, № 7. — 1965;
- «Народне декоративне мистецтво Гуцульщини» // Наша культура, № 12. — 1970.